# Isingsalen
Isingsalen är ett bergspass i Antarktis. Det ligger i Östantarktis. Norge gör anspråk på området. Isingsalen ligger 1 714 meter över havet.
Terrängen runt Isingsalen är varierad. Trakten är obefolkad. Det finns inga samhällen i närheten. 